# Marpesia berania
Marpesia berania är en fjärilsart som beskrevs av William Chapman Hewitson 1852. Marpesia berania ingår i släktet Marpesia och familjen praktfjärilar. Inga underarter finns listade i Catalogue of Life.

## Bildgalleri

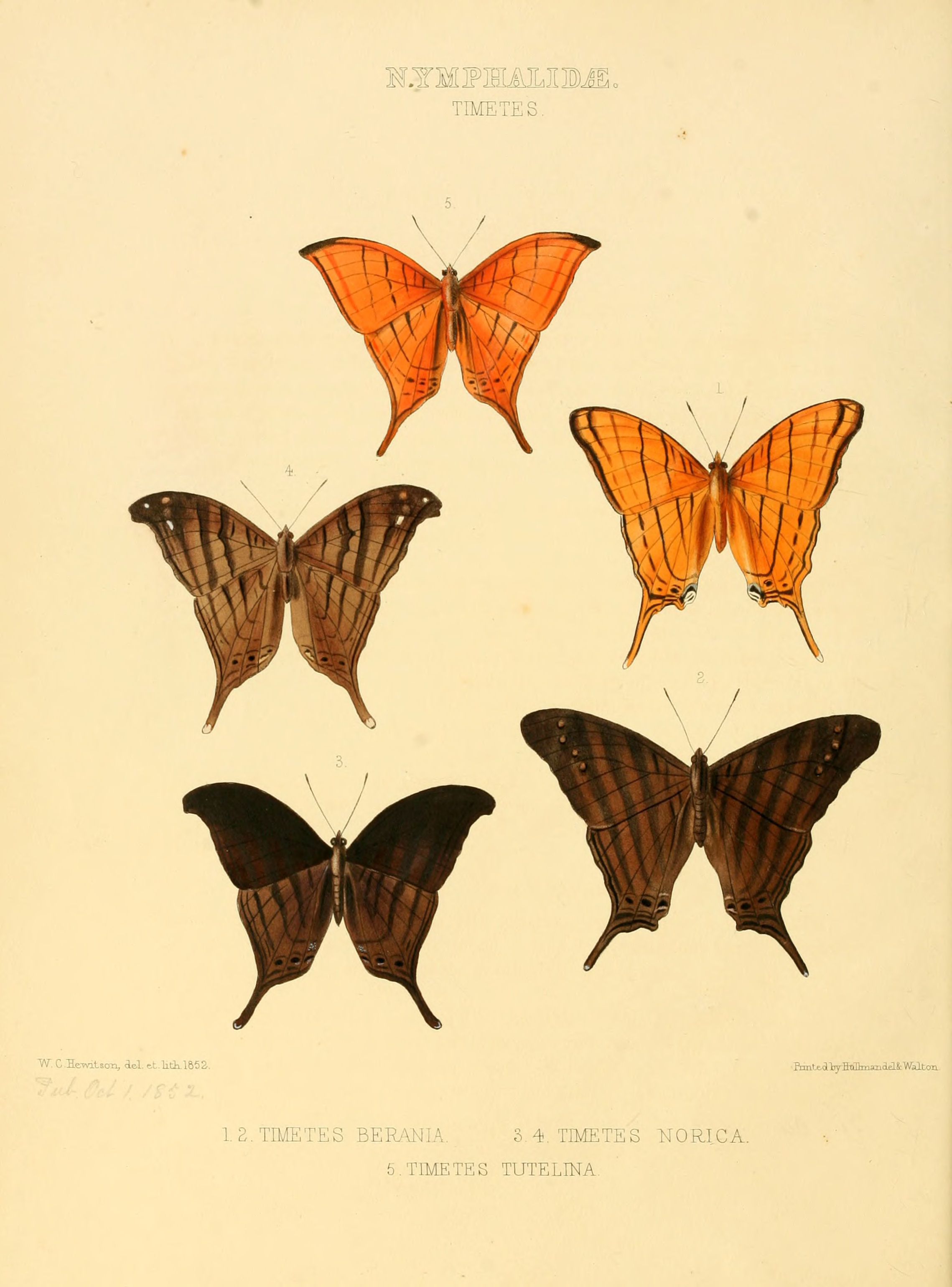